# Glochidion disparilaterum
Glochidion disparilaterum är en emblikaväxtart som beskrevs av Spencer Le Marchant Moore. Glochidion disparilaterum ingår i släktet Glochidion och familjen emblikaväxter.
Artens utbredningsområde är Sumatera. Inga underarter finns listade i Catalogue of Life.